# Ямамото, Хоси
Хоси (Хосуи) Ямамото или Тамэносукэ Ямамото (яп. 山本 芳翠, Yamamoto Hōsui; 12 августа 1850, префектура Гифу — 15 ноября 1906, Токио) — японский живописец, представитель западноевропейской живописи (ёга). Принадлежал к первому поколению японских художников, которые учились в Европе.

## Биография
Учился сперва в школе живописи Нанга. Позже изучал «живопись в западном стиле» (яп. 洋画 ё:га). Ученик Чарльза Виргмана, Госедa Хорема (1827—1892) и Антонио Фонтанеси.
Затем отправился в Париж, где жил более десяти лет, учился в школе изящных искусств у Жана-Леона Жерома (1878—1887). Работал как иллюстратор для издания Р. де Монтескью «S Les chauves-Souris».
Вернувшись на родину, открыл в Эдо академию живописи Сэйкокан , где преподавал пейзажную живопись в традициях французской Барбизонской школы. После того как его друг и коллега-художник Курода Сэйки вернулся в Японию и присоединился к нему в качестве преподавателя, занимался техникой пленэрной живописи. Среди его учеников был Фудзисима Такэдзи.
Во время китайско-японской войны (1894—1895) Ямамото был художником на театрах военных действий. С 1903 года и до своей смерти он также работал сценографом.
Среди его работ цикл из двенадцати картин маслом в западном стиле, основанный на теме знаков китайского зодиака (десять из которых сохранились до нашего времени).

## Галерея

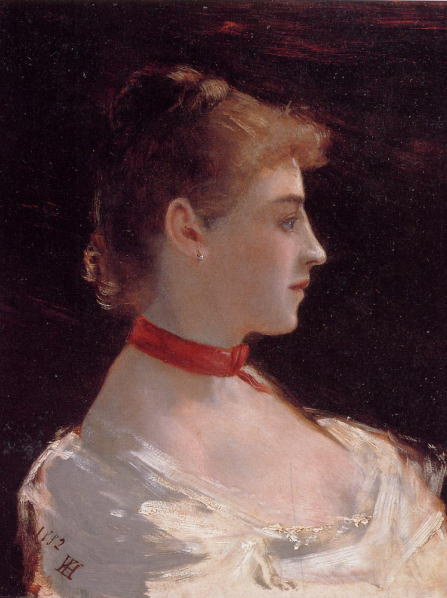
Портрет Жюдит Готье
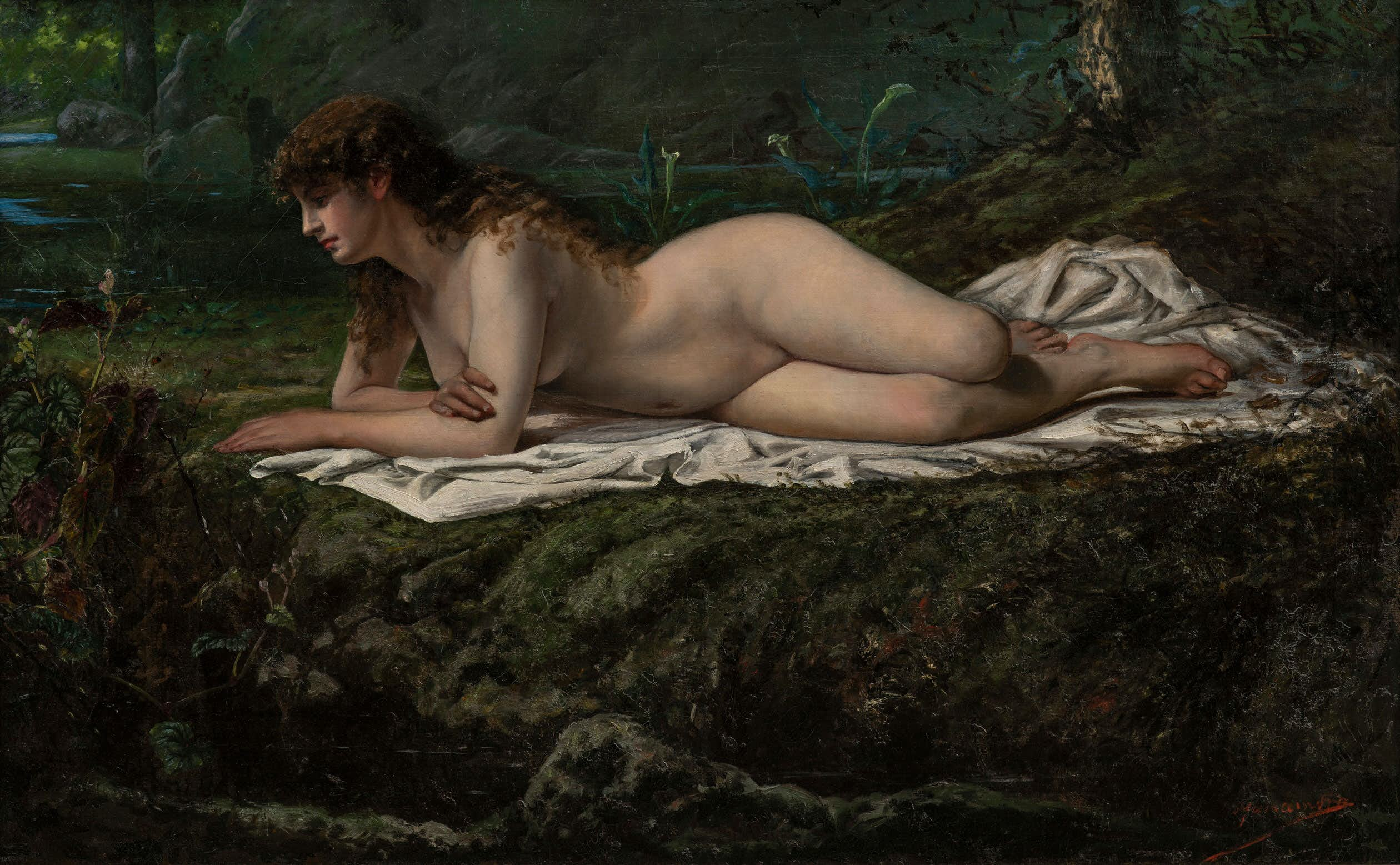
Обнажённая
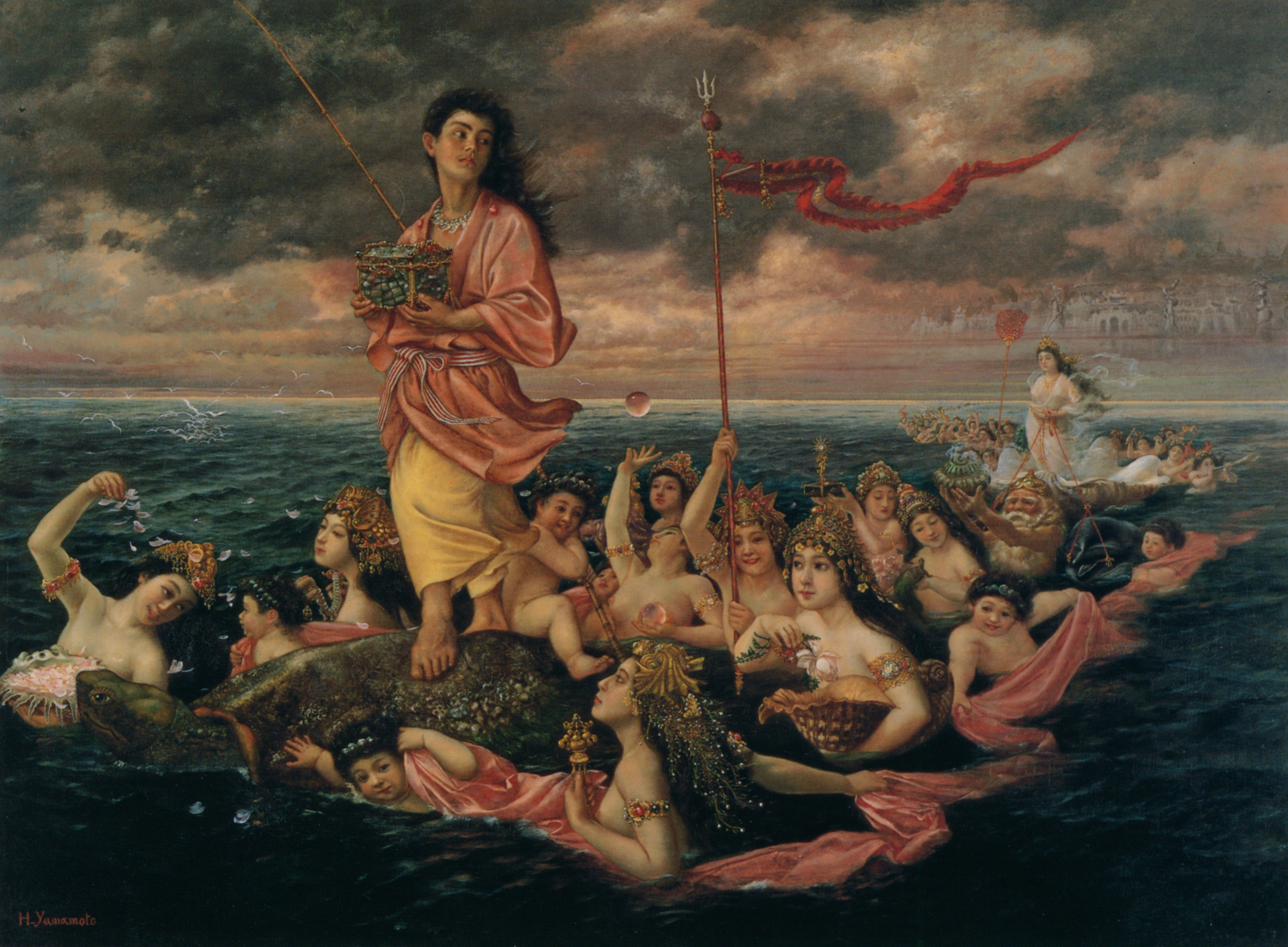
Урасима Таро
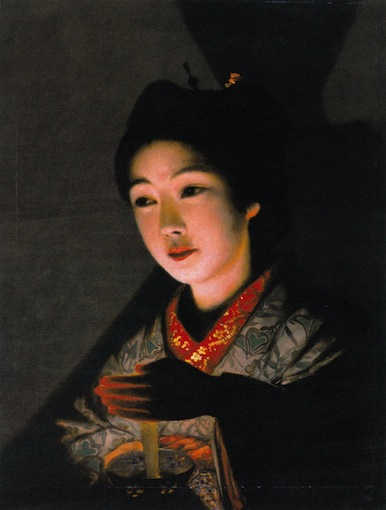
Молодая девушка со свечой
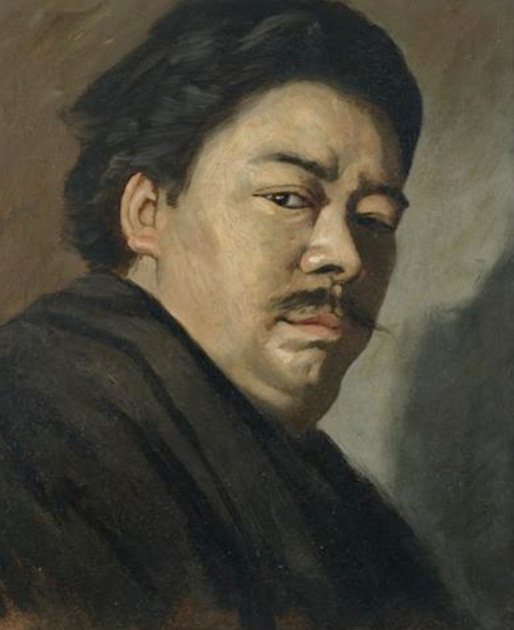
Автопортрет
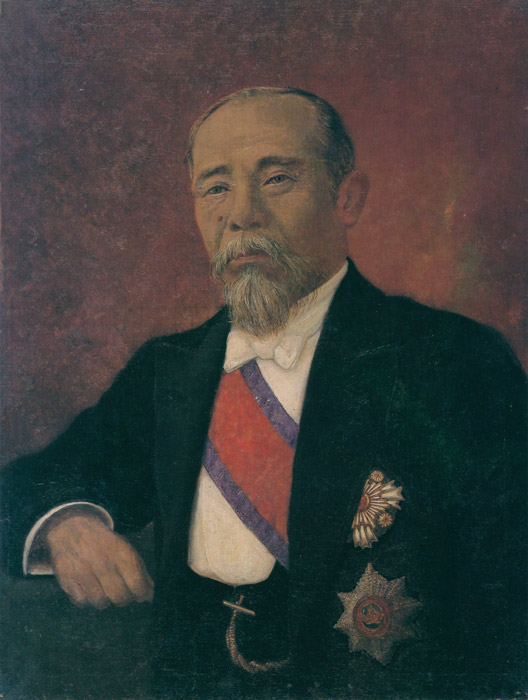
Портрет Ито Хиробуми
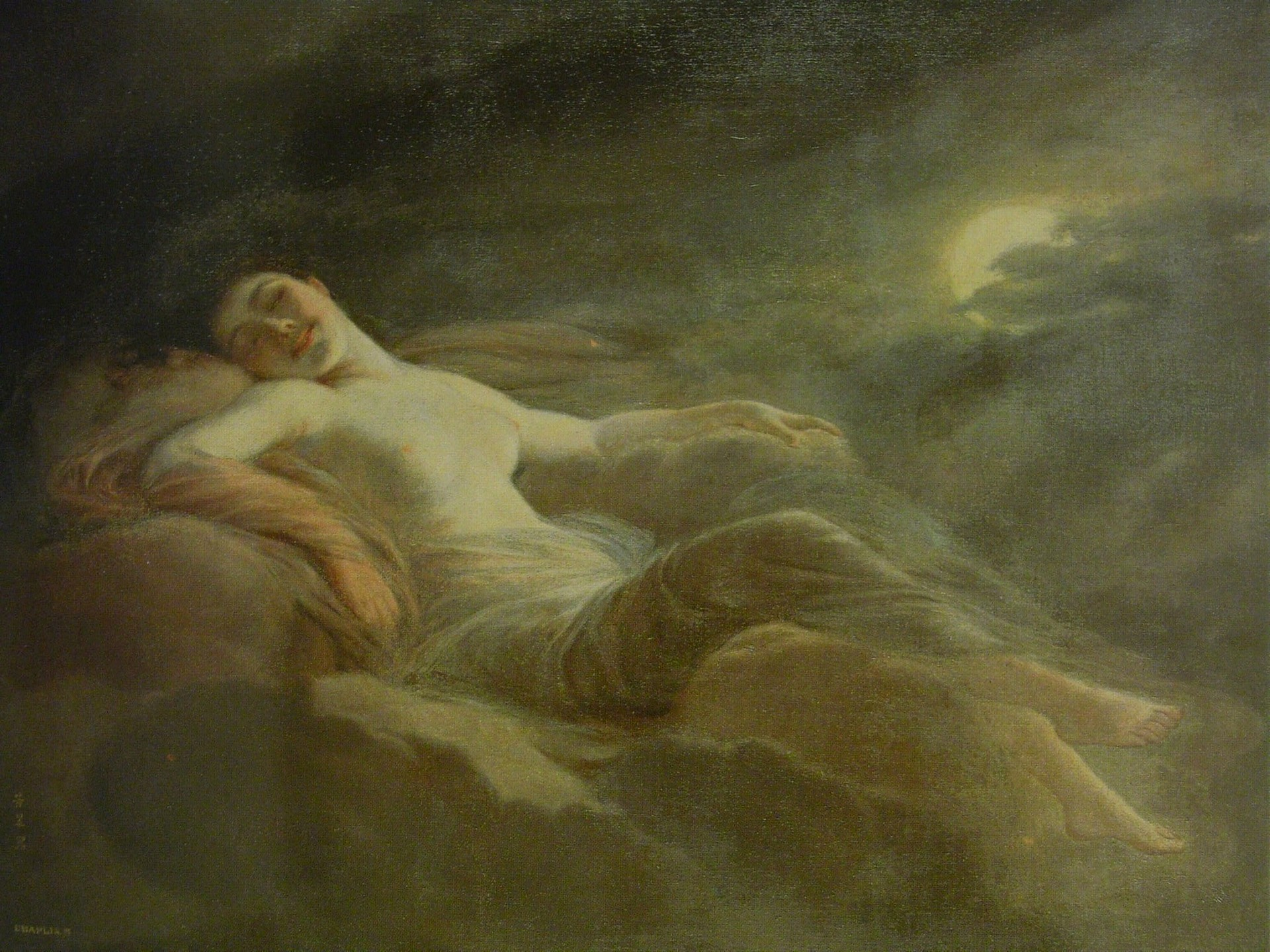
Обнажённая в лунном свете
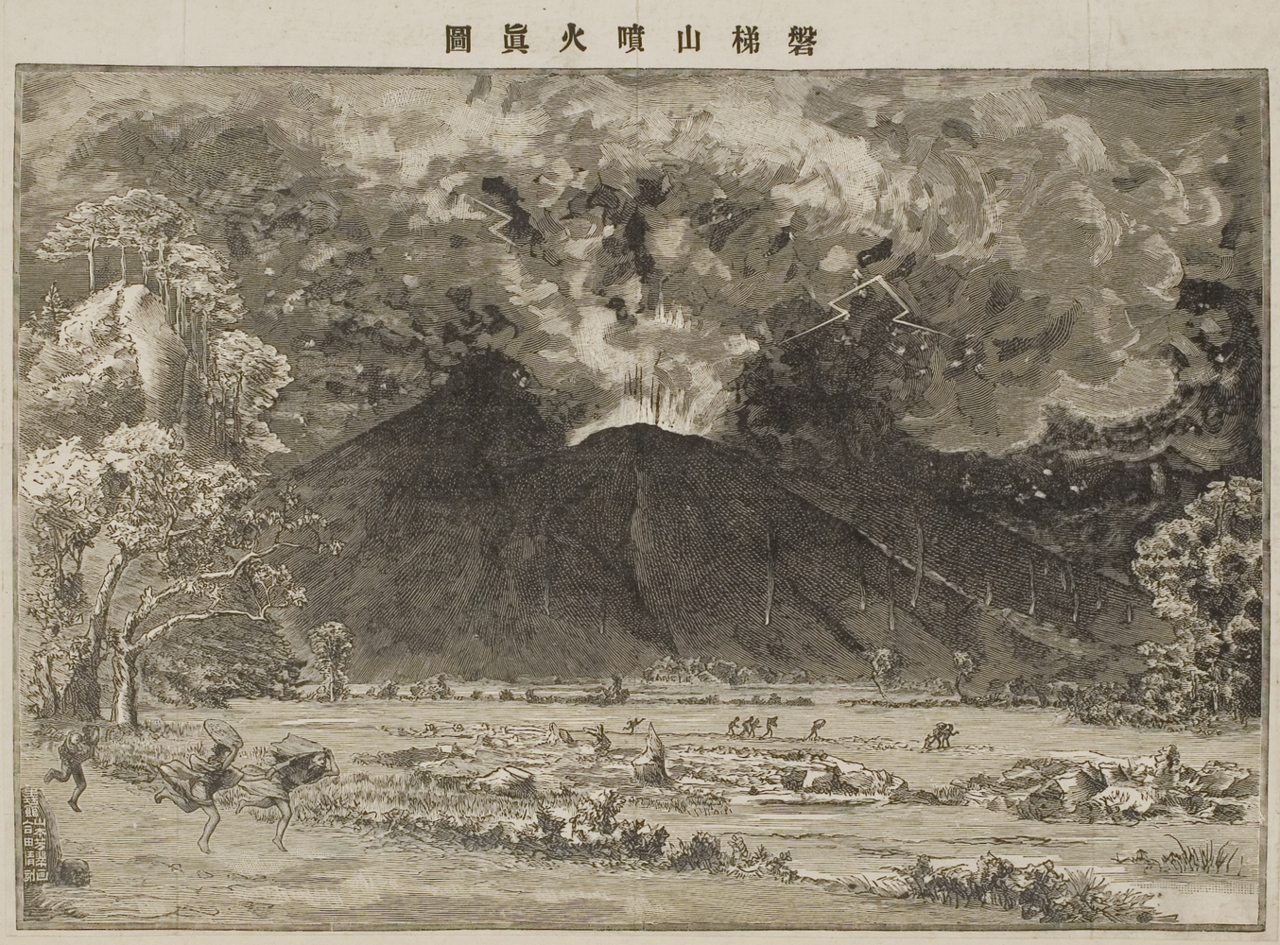
Извержение вулкана. Иллюстрация